# Xã East Finley, Quận Christian, Missouri
Xã East Finley (tiếng Anh: East Finley Township) là một xã thuộc quận Christian, tiểu bang Missouri, Hoa Kỳ. Năm 2010, dân số của xã này là 6.240 người.